# Asplenium rahaoense
Asplenium rahaoense là một loài dương xỉ trong họ Aspleniaceae. Loài này được Yabe, Matsum. & Hayata mô tả khoa học đầu tiên năm 1906.
Danh pháp khoa học của loài này chưa được làm sáng tỏ. 